# Шаддай
Шадда́й (Шада́й, Эль-Шадда́й) (др.-евр. שדי‬) — одно из имён Бога в иудаизме.
Слово Шаддай, которое всегда встречается рядом с именем Эль, употребляется также отдельно, как имя Бога, главным образом, в книге Иова.

## Перевод и толкование имени
Обычно переводится как «Всемогущий» (в Септуагинте чаще всего др.-греч. παντοκράτωρ, пантократор, см. Спас Вседержитель).
Еврейский корень שדד‎, от которого, возможно, произошло это имя, означает «подавлять», «прибегать к насилию», «грабить». В таком случае слово шаддай означает «разрушитель», «грабитель».
Возможно, первоначальное обозначение этого имени было «владычествование» или «всё побеждающая мощь», и это значение утвердилось в имени Шаддай.
Это слово толкуется также (особенно в мезузе) как акроним слов шомер длатот исраэль («Охраняющий двери Израиля»).
Выдвигается также предположение, не происходит ли это имя от ассирийского слова schadu («гора», «возвышенность»), которое встречается иногда в качестве эпитета ассирийских божеств.
Раввинское толкование имени Шаддай — «Ше-дай», ש-די — «Тот, который достаточен».
Ещё одно толкование — слово происходит от арамейского шада («лить, брызгать»), и таким образом Эль-Шаддай — это бог дождя или бури.
Согласно некоторым теориям, Шаддай происходит от слова шад — женская (материнская) грудь, сосок, выступая, таким образом, как Податель плодородия.
Согласно Исх. 6:2, 3, под этим именем Бог был известен Аврааму, Исааку и Иакову.